# Šešuoliai
Šešuoliai est un village de Lituanie au bord du lac du même nom. En 2001, la population est de 189 habitants. Le centre-ville est un patrimoine protégé.
La ville est aussi nommée Šašuoliai, Šešuolių, Shesholi, Sheshuolyay, Sušuoliai, Szeszole, et Szeszole.

## Histoire
La ville est mentionnée pour la première fois en 1334. La ville est endommagée lors de la guerre russo-polonaise de 1654-1667. L'église est reconstruite en 1698 et 1751,. 
La ville comptait 100 habitants en 1814, 64 en 1845, 169 en 1890, 317 en 1923, 156 en 1959, 193 en 1970, 123 en 1979.
Au cours de l'été 1941, les juifs de la ville sont assassinés dans la forêt voisine par des nationalistes lituaniens lors d'une exécution de masse.